# Dacus chrysomphalus
Dacus chrysomphalus är en tvåvingeart som först beskrevs av Mario Bezzi 1924.  Dacus chrysomphalus ingår i släktet Dacus och familjen borrflugor. Inga underarter finns listade i Catalogue of Life.